# Харун, Абдалелах
Абдалелах Харун Хассан (араб. عبد الإله هارون‎; 1 января 1997, Сеннар, Судан — 26 июня 2021, Доха, Катар) — катарский легкоатлет суданского происхождения, специализировавшийся в беге на 400 метров. Бронзовый призёр чемпионата мира 2017 года. Серебряный призёр чемпионата мира в помещении 2016 года. Шестикратный чемпион Азии. Чемпион мира среди юниоров (2016). Участник летних Олимпийских игр 2016 года.

## Биография
Родился в Судане, но в молодом возрасте переехал в Катар. Начал заниматься лёгкой атлетикой в 15 лет.
Дебютировал на международной арене в 2015 году, когда был включён в стартовый протокол соревнований XL Galan в Стокгольме только по просьбе тренера Джамы Адена (другая подопечная которого, Гензебе Дибаба, должна была пытаться побить мировой рекорд на 5000 метров на этом турнире). Никому не известный 17-летний бегун сенсационно выиграл свой забег на 400 метров с новым рекордом соревнований и рекордом Азии в помещении — 45,39. Прежде Харун не имел каких-либо официально зарегистрированных результатов, информация о нём отсутствовала в статистических базах.
Летом 2015 года выиграл два золота на чемпионате Азии, а затем побил ещё один континентальный рекорд. На соревнованиях в Швейцарии Харун пробежал 1 круг по стадиону за 44,27.
Зимой 2016 года, спустя год вернувшись в Стокгольм, вновь отметился высоким результатом. На редко проводимой дистанции 500 метров он стал первым человеком в мировой истории, пробежавшим её быстрее одной минуты в помещении. Результат 59,83 стал новым высшим мировым достижением в этом виде.
На чемпионате мира в помещении в беге на 400 метров уступил только действующему чемпиону Павлу Маслаку и завоевал серебряную медаль. В летнем сезоне стал сильнейшим на юниорском чемпионате мира.
Участвовал в Олимпийских играх в Рио-де-Жанейро, где закончил свои выступления в полуфинале.
В 2017 году с последним восьмым временем отобрался в финал чемпионата мира на дистанции 400 метров. В решающем забеге за 100 метров до финиша также бежал последним, однако благодаря мощному рывку смог подняться на третье место и выиграть бронзовую медаль.
26 июня 2021 года Олимпийский комитет Катара сообщил о том, что Харун погиб в автокатастрофе в Дохе.

## Основные результаты
| Год  | Турнир                       | Место проведения          | Дисциплина       | Место      | Результат |
| ---- | ---------------------------- | ------------------------- | ---------------- | ---------- | --------- |
| 2015 | Чемпионат Азии               | Ухань, Китай              | 400 м            | 1-е        | 44,68     |
| 2015 | Чемпионат Азии               | Ухань, Китай              | эстафета 4×400 м | 1-е        | 3.02,50   |
| 2016 | Чемпионат Азии в помещении   | Доха, Катар               | 400 м            | 1-е        | 45,88     |
| 2016 | Чемпионат Азии в помещении   | Доха, Катар               | эстафета 4×400 м | 1-е        | 3.08,20   |
| 2016 | Чемпионат мира в помещении   | Портленд, США             | 400 м            | 2-е        | 45,59     |
| 2016 | Чемпионат мира среди юниоров | Быдгощ, Польша            | 400 м            | 1-е        | 44,81     |
| 2016 | Олимпийские игры             | Рио-де-Жанейро, Бразилия  | 400 м            | 23-е (1/2) | 46,66     |
| 2017 | Чемпионат мира               | Лондон, Великобритания    | 400 м            | 3-е        | 44,48     |
| 2018 | Чемпионат Азии в помещении   | Тегеран, Иран             | 400 м            | 1-е        | 46,37     |
| 2018 | Чемпионат Азии в помещении   | Тегеран, Иран             | эстафета 4×400 м | 1-е        | 3.10,08   |
| 2018 | Чемпионат мира в помещении   | Бирмингем, Великобритания | 400 м            | — (заб.)   | DQ        |